# Národní park Bažovská místa
Národní park Bažovská místa (Бажо́вские места – Bazhóvskiye mesta) je chráněnná oblast v Rusku ve Sverdlovské oblasti v oblasti města Sysert. Oblast má po rozšíření na přelomu let 2019 a 2020 rozlohu 610 km2. Zřízen byl ke dni 2. 4. 2007.

## Etymologie
Oblast je pojmenována po ruském spisovateli Pavlu Petrovičovi Bažovovi.

## Přírodní památky

### Mastkový kámen(Тальков Камень)
56°29′34″ j. š., 60°43′39″ z. d.

Jedná se o horu a jezero na místě zatopeného dolu, kde se těžíval mastek. Rostou v něm rostliny čeledí Voďankovité a Rdestovité. Hora se od něj tyčí asi jeden kilometr jihozápadně. Jezero je krásným místem na rekreaci, vzdálené asi 5 kilometrů západně od Sysertu. Jezero i s okolními lesy je přírodní památkou s rozlohou 89,4 hektarů.

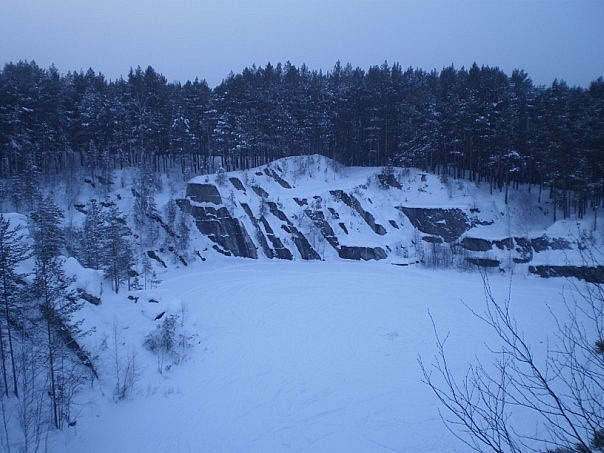
Zamrzlé jezero v zimě
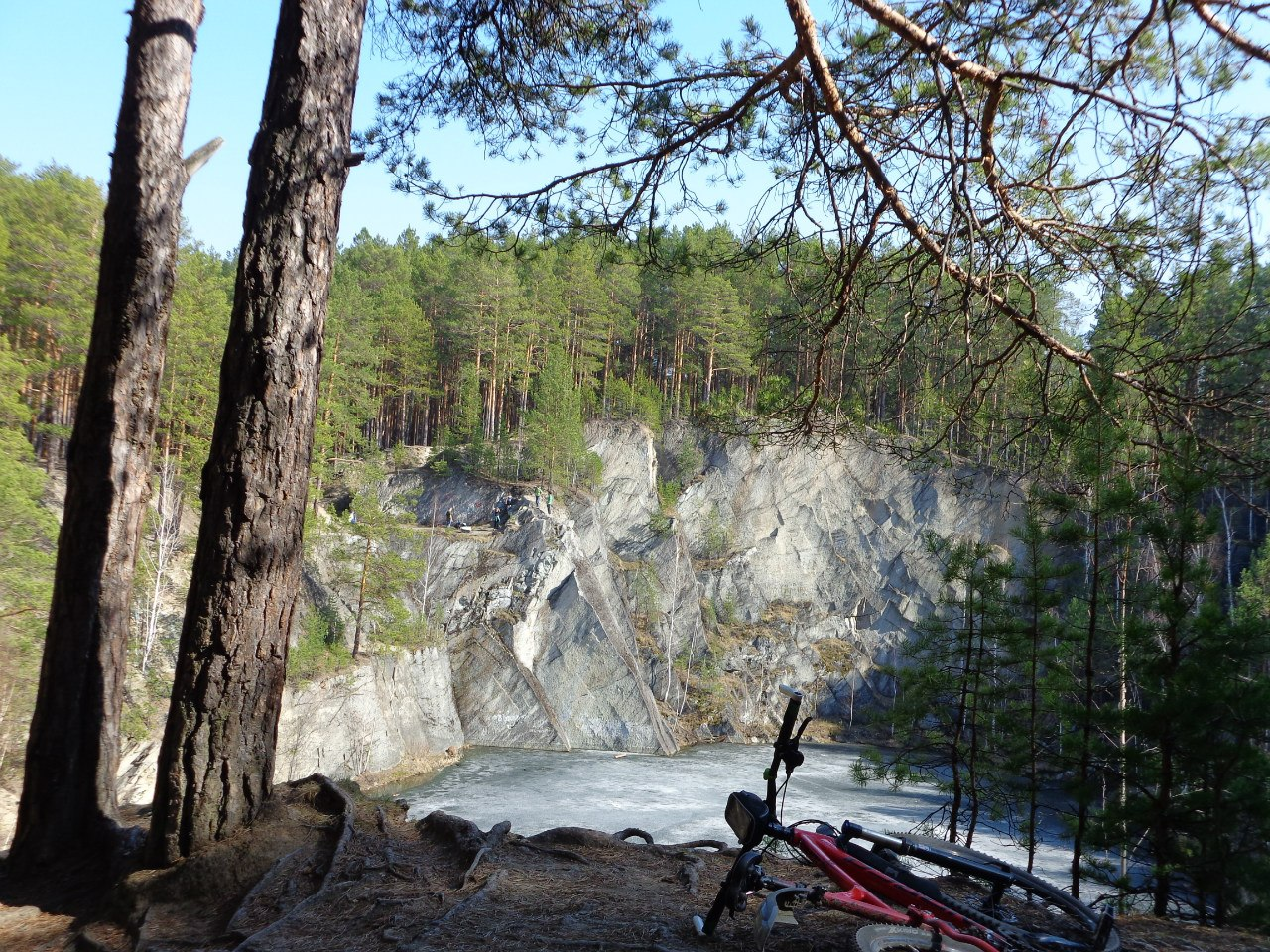
Jezero na jaře
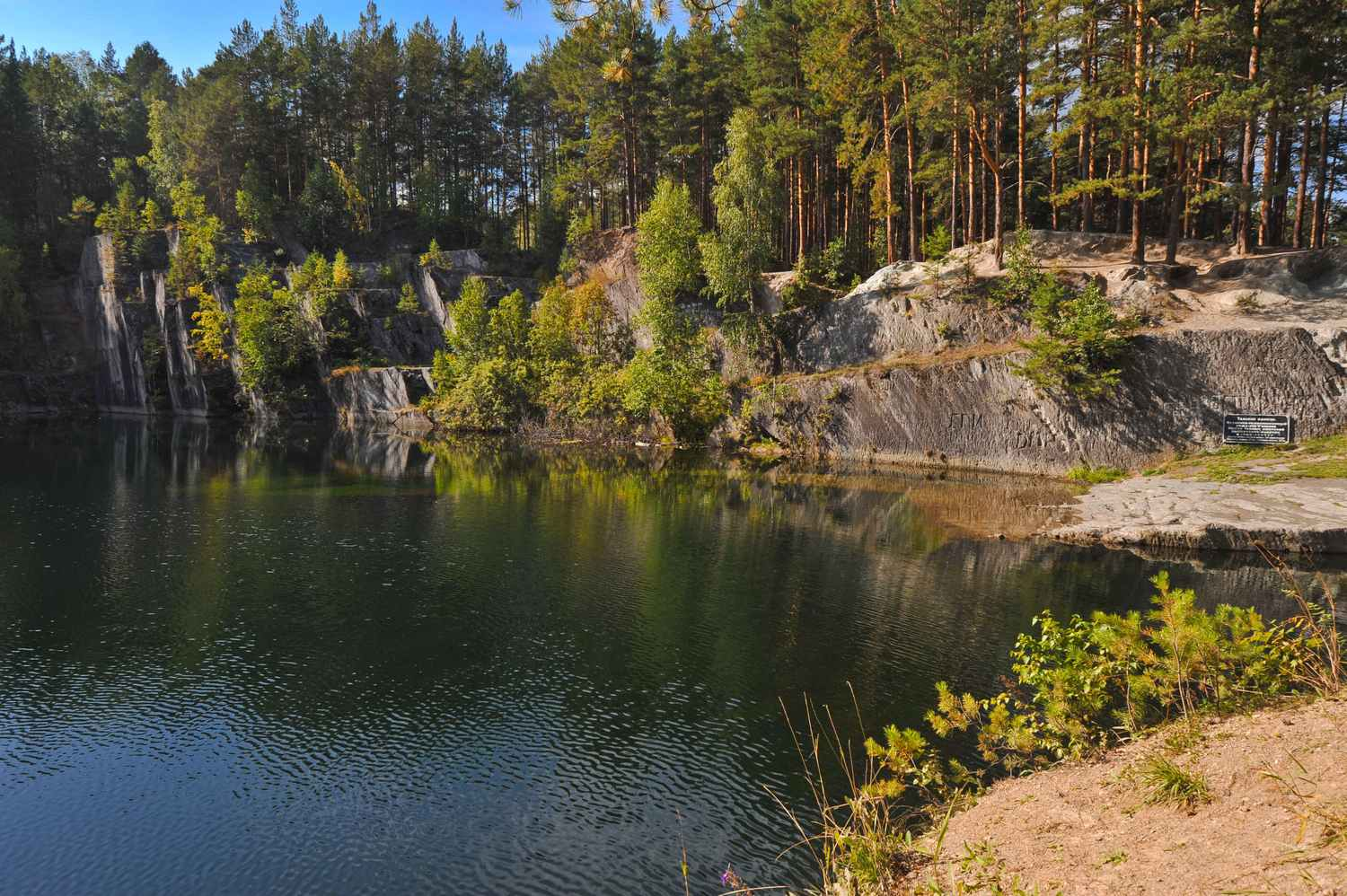
Jezero v létě
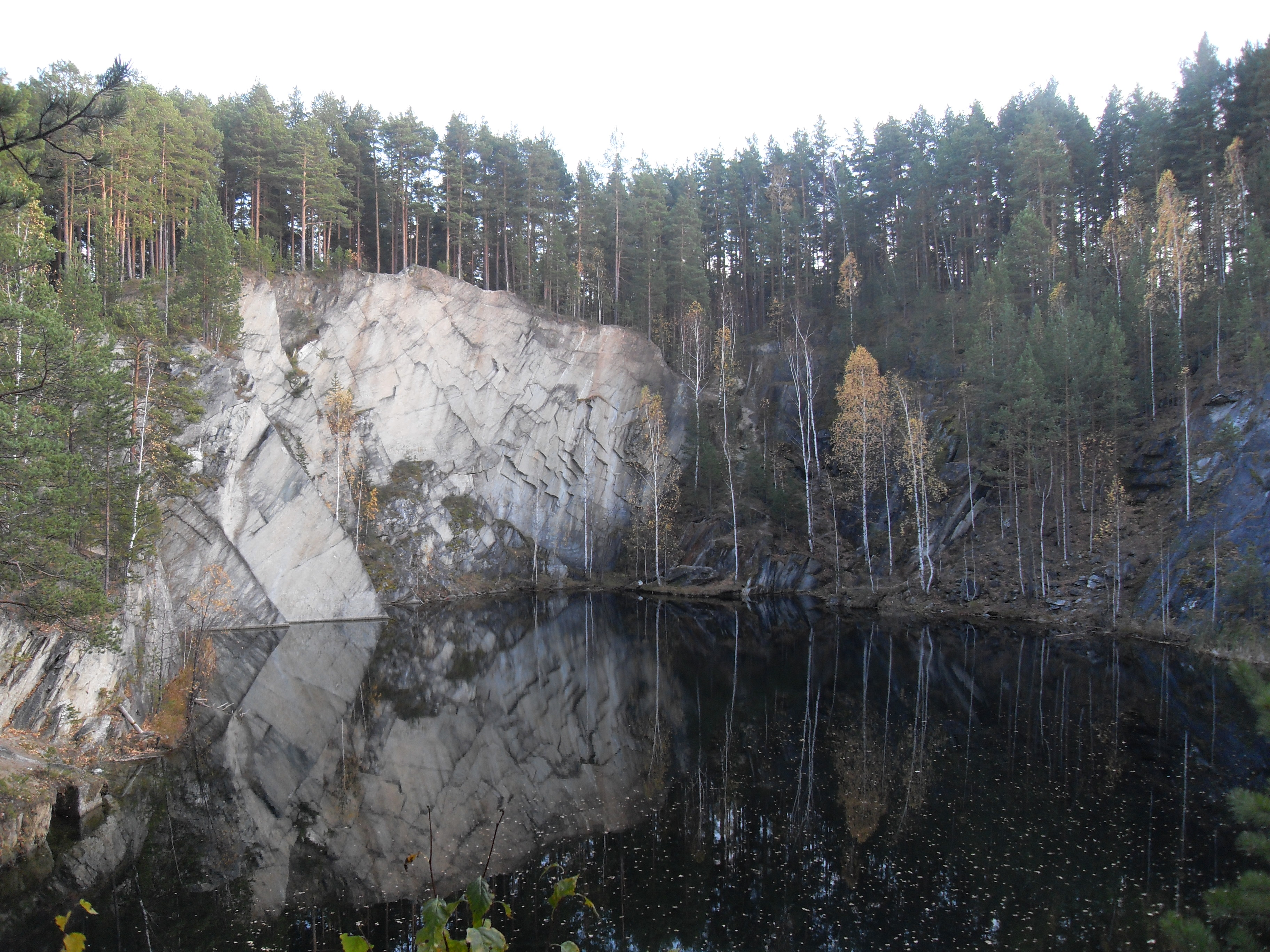
Podzimní jezero

### Markovský kámen(Марков Камень)
56°24′57″ s. š., 60°30′4″ v. d.
Turisty oblíbená hora o nadmořské výšce 413 metrů pokrytá jehličnatým, zejména borovicovým lesem. Zajímavostí je, že jej zmínil v jednom ze svých děl Pavel Bažov. Oblast hory i s okolními lesy má rozlohu 277 hektarů.

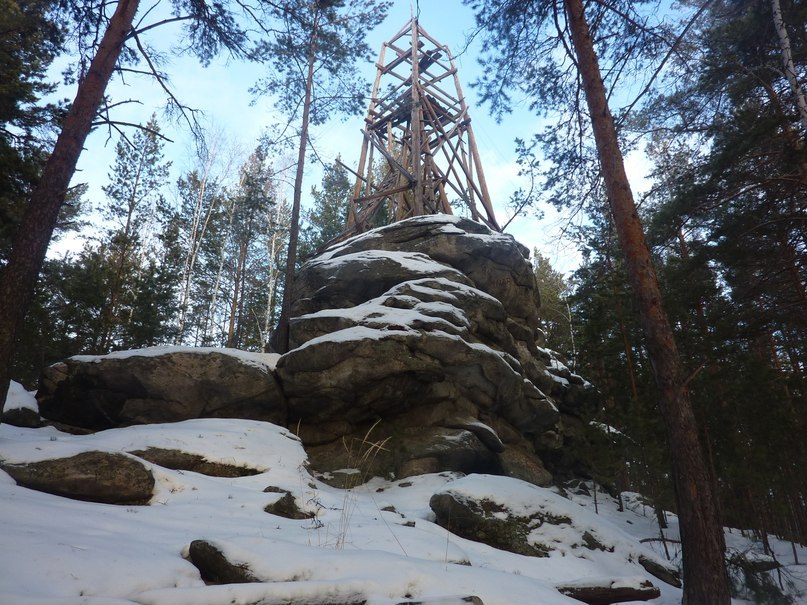
Vrcholek hory Markovský kámen

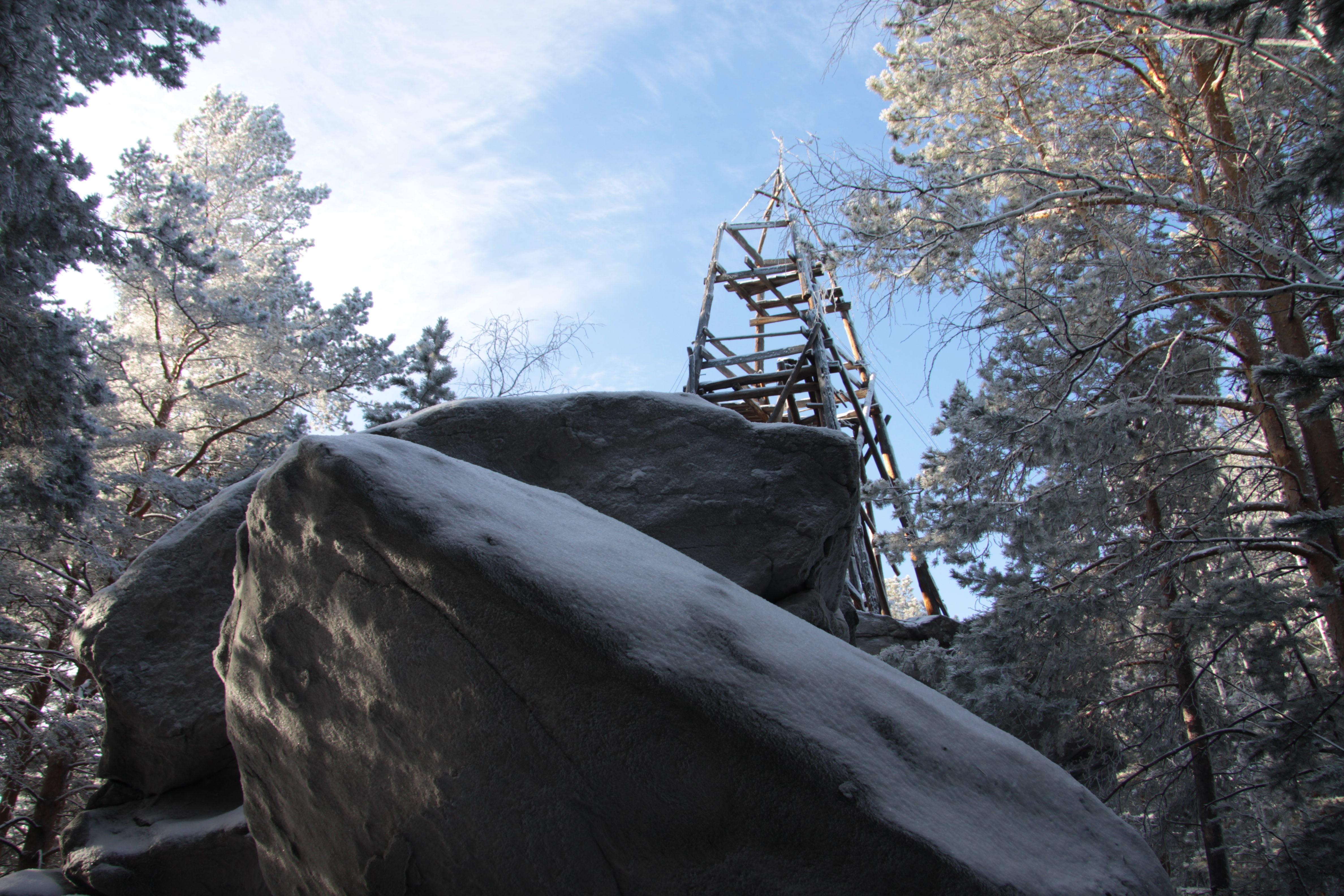
Vrcholek markovského kamene
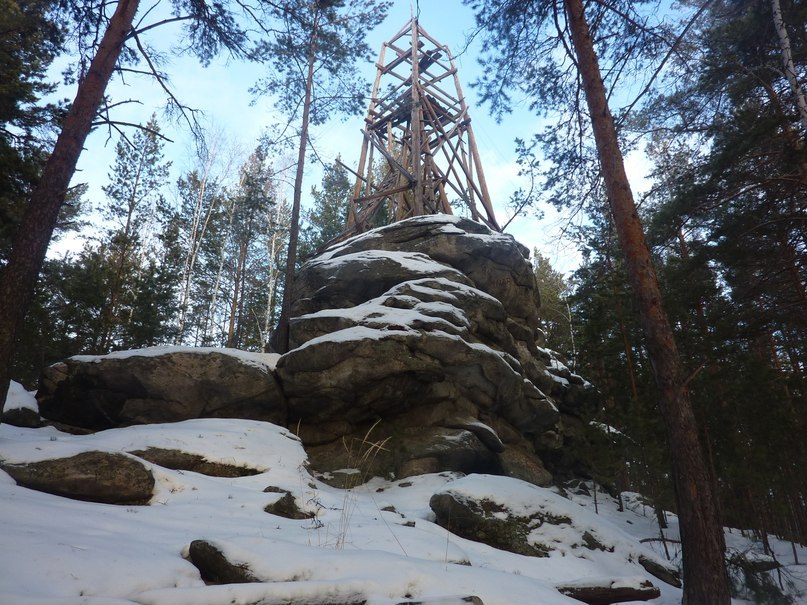
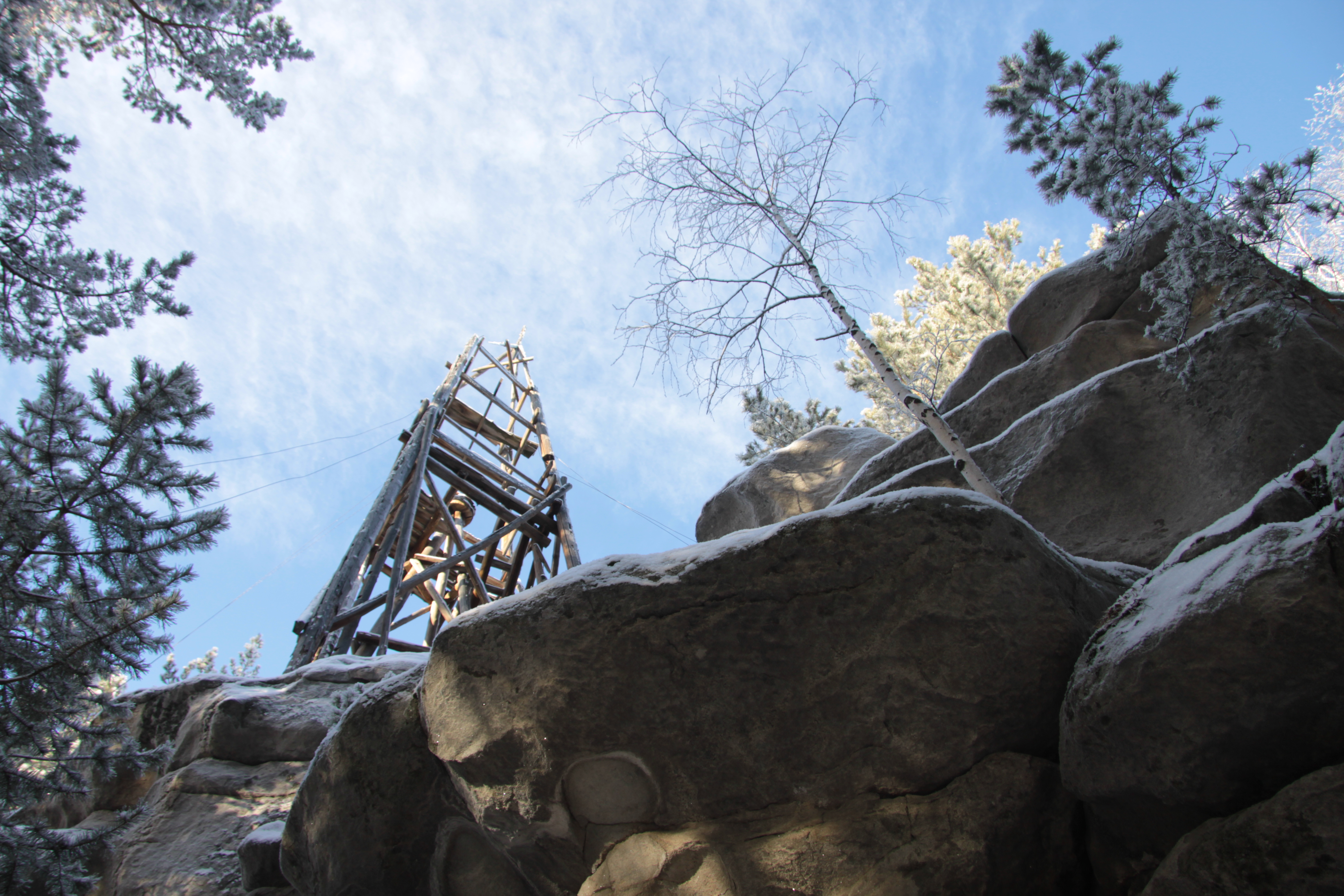

### Azovská hora(Азов)
56°28′31″ s. š., 60°5′11″ v. d.

Hora o výšce 588 m n. m. oblíbená turisty. Název hory pravděpodobně pochází z tatarského slova azaw teš, což znamená stolička. Dle archeologa E. Berse se hora používala v době železné jako obětní místo.

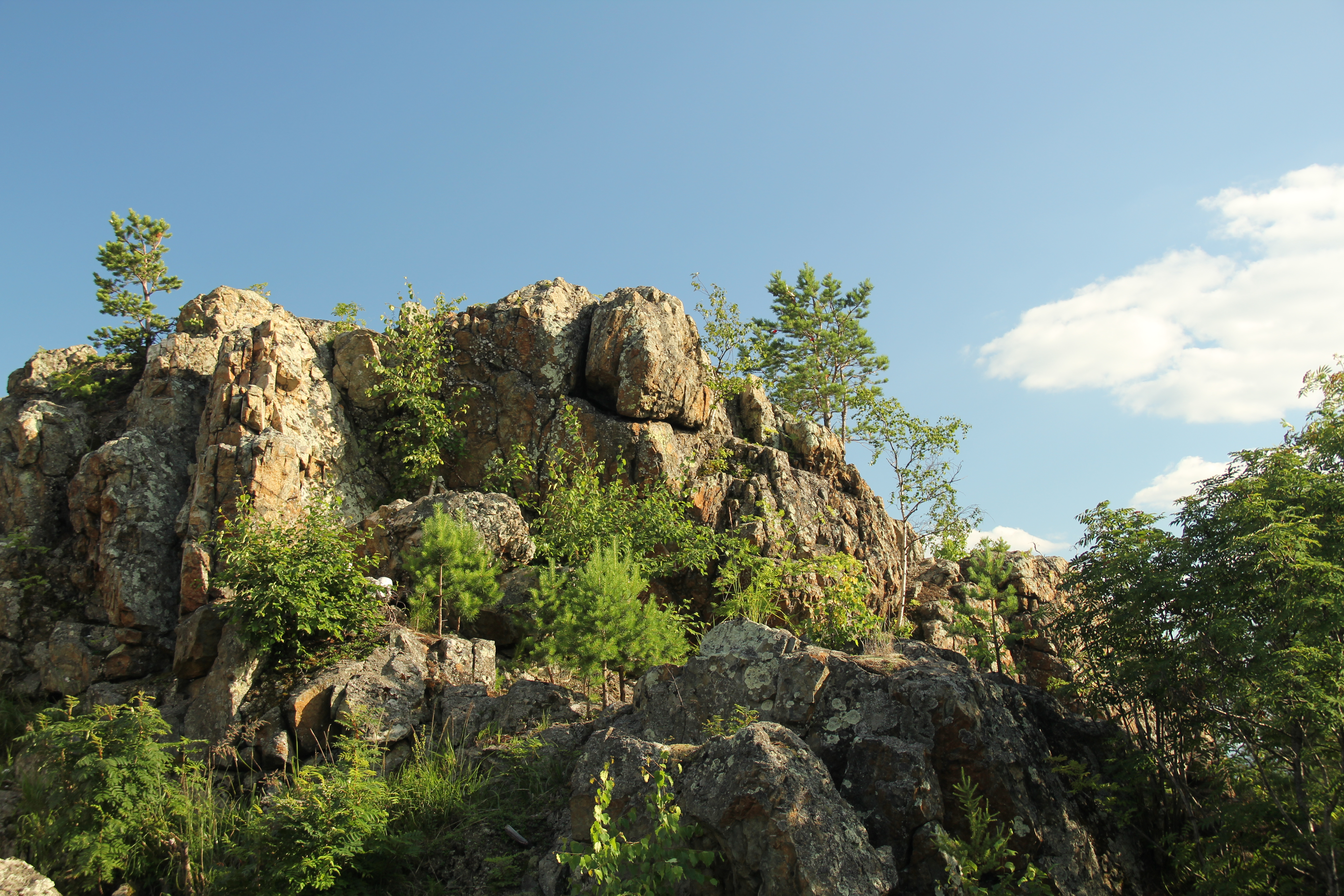
Azovská hora v roce 2011
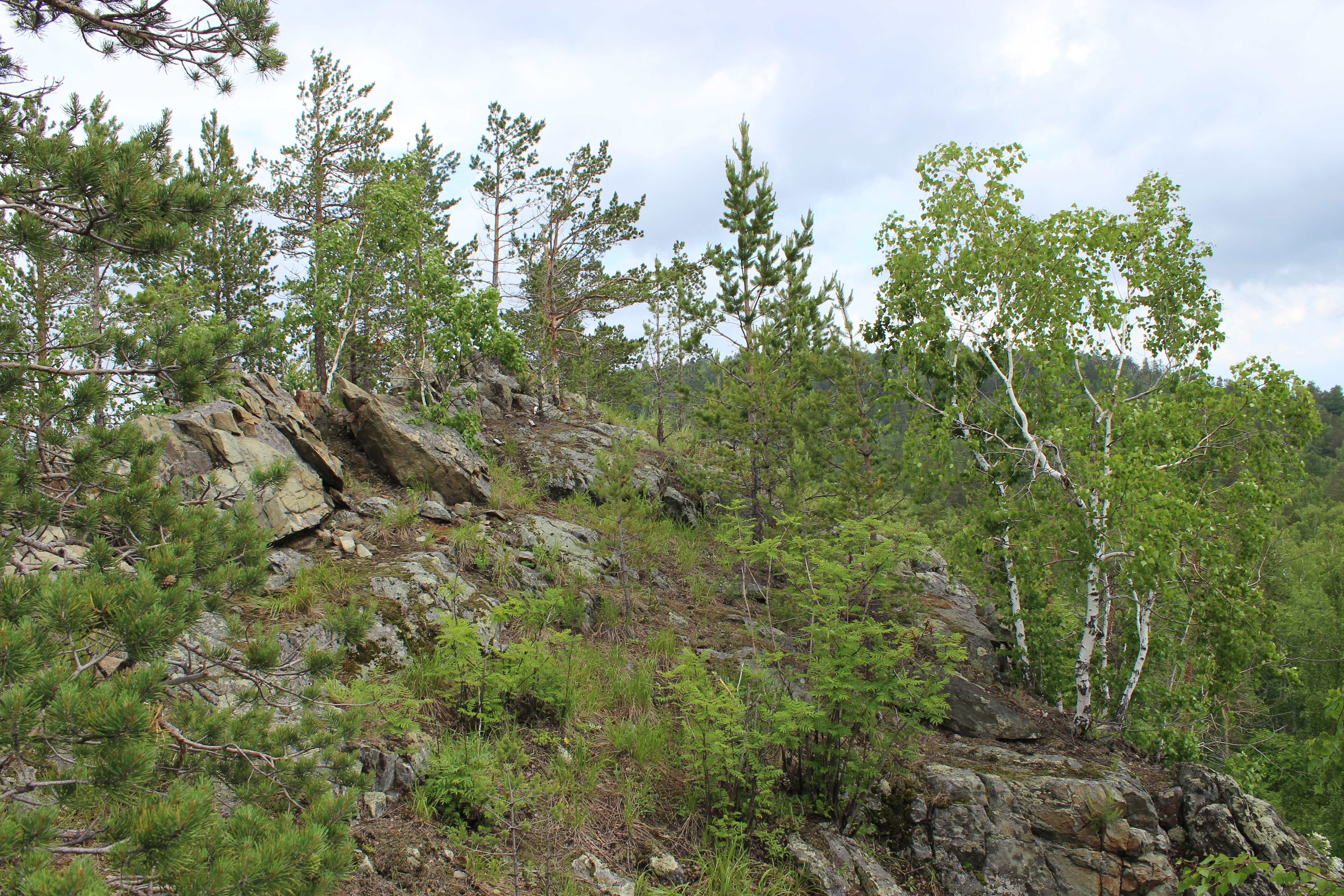
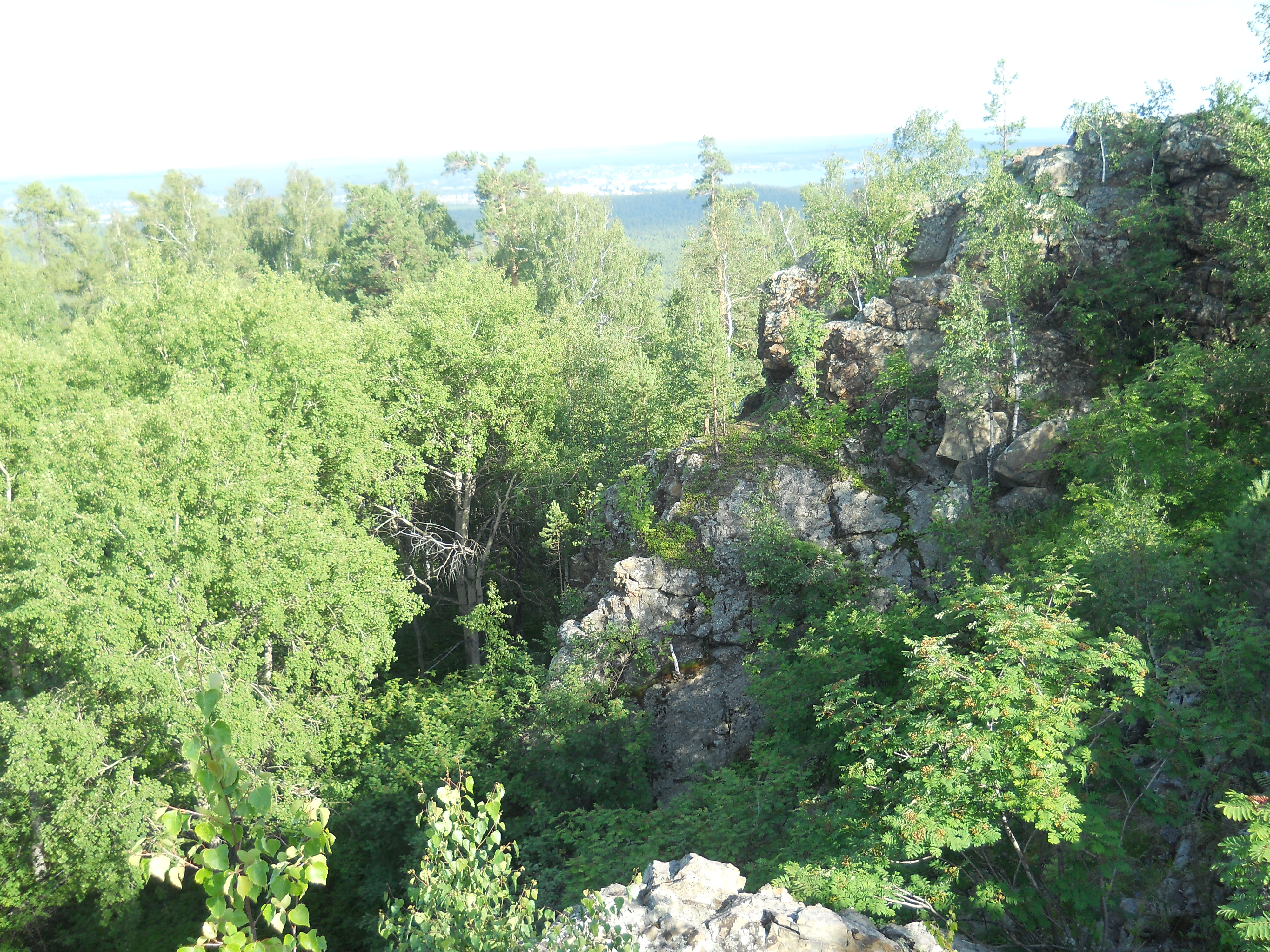

## Fauna a flora
Dominantním stromem zde je borovice. Dále se zde také vyskytují topol osika, smrk a méně často i olše. Mezi druhy, které se zde téměř nevyskytují patří například modřín a lípa. V lesích zde roste třeba třtina, kakost lesní, mochna, pstroček, plicník, hasivka, strdivka a svízel. Také jsou zde zastoupeny brusinky, jahody, borůvky a ostružníky.
Z dravých zvířat jsou v tomto národním parku zastoupeny následující druhy: medvěd hnědý, vlk obecný, liška, rys ostrovid, kolonok, tchoř tmavý a norek americký. Vyskytují se zde také zpěvní ptáci brkoslav, žluva, slavík obecný, hýl a sýkora.